# Gonatostylis vieillardii
Gonatostylis vieillardii är en orkidéart som först beskrevs av Heinrich Gustav Reichenbach, och fick sitt nu gällande namn av Rudolf Schlechter. Gonatostylis vieillardii ingår i släktet Gonatostylis och familjen orkidéer. Inga underarter finns listade i Catalogue of Life.